# AV Attila

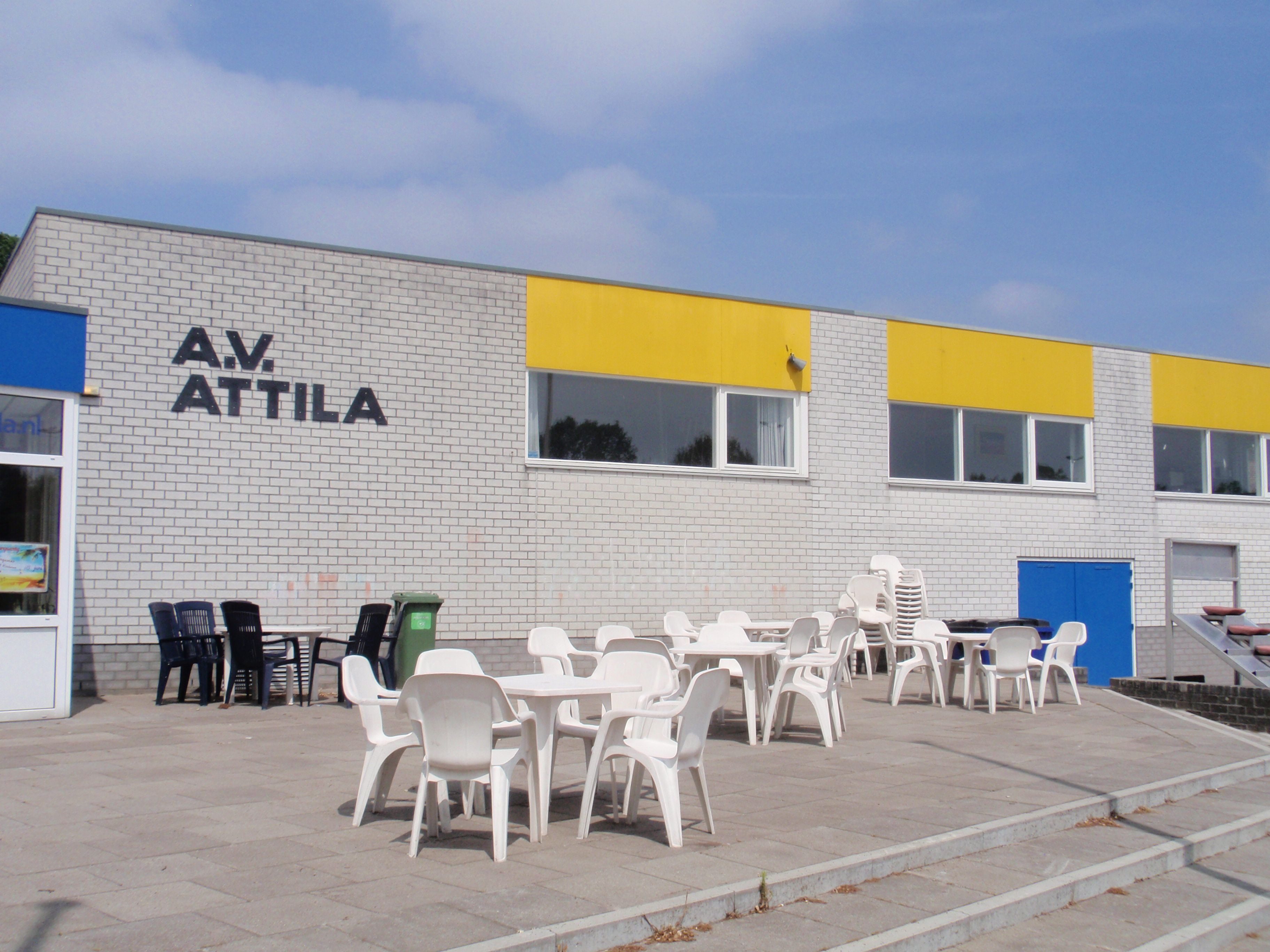

Atletiekvereniging Attila is een sportclub in Tilburg waar zowel breedte- als topsporters alle reguliere vormen van atletiek kunnen beoefenen (sprinten, springen, werpen, horden, middellange afstand en algemeen). De vereniging ontstond in 1974 uit een fusie tussen de atletiekafdeling van Kunst en Kracht en de atletiekclub Volt en heeft ruim 800 leden. Attila is aangesloten bij de Atletiekunie.

## Faciliteiten
Attila is de hoofdgebruiker van een atletiekbaan in het sportpark Stappegoor aan de Goirleseweg. De vereniging heeft beschikking over een accommodatie voorzien van Olympische Mondo-buitenbaan uit 2010 met acht lanen voor loopnummers. Deze verving een sinds 1988 gebruikte baan. De nieuwe 400 meter-baan is uitgerust met elektronica waarmee de snelheid van hardlopers kan worden gemeten. De accommodatie beschikt daarnaast over onder meer een werpkooi, een aanloopbaan met zandbak voor verspringen en hink-stap-springen en faciliteiten voor hoogspringen en polsstokhoogspringen.
Attila heeft een eigen clubgebouw bij de baan met verkleed- en douchegelegenheid, een krachthonk en een kantine. Voor wegatletiek wordt behalve van een kunststofbaan ook gebruikgemaakt van de Oude Warande en van de Drunense Duinen.

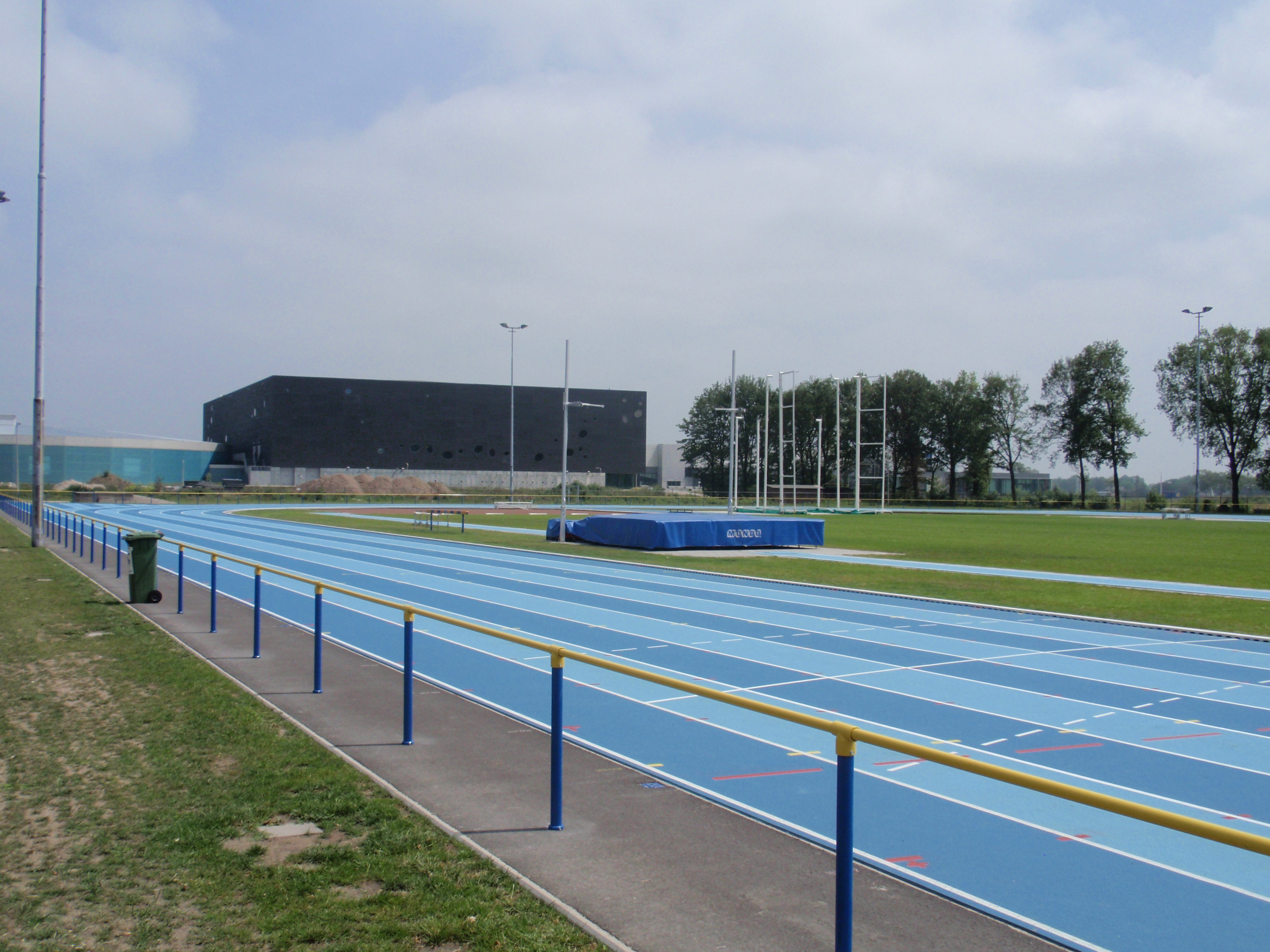
Attila's loopbaan en het hoogspringkussen
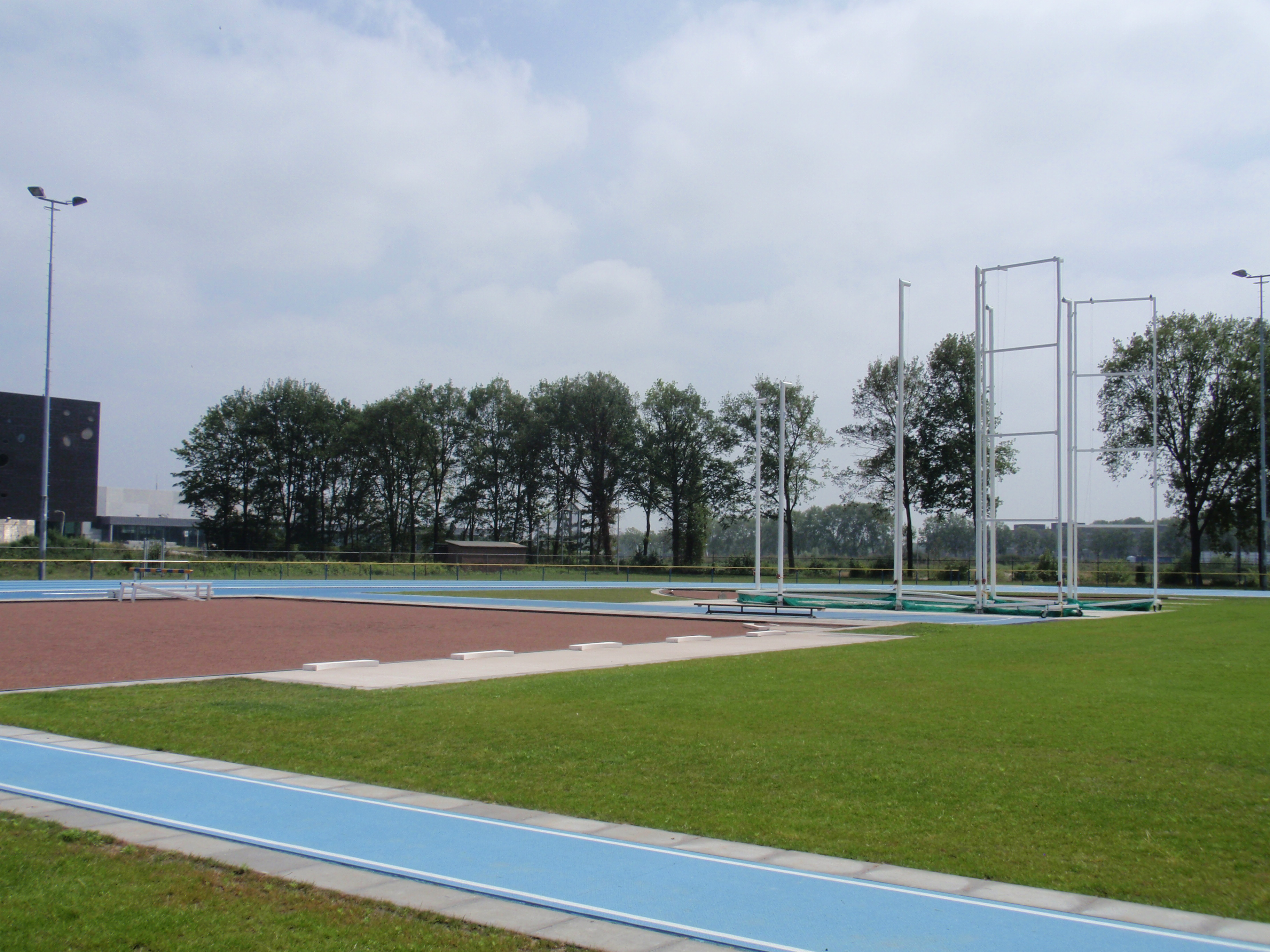
Attila's werpkooi
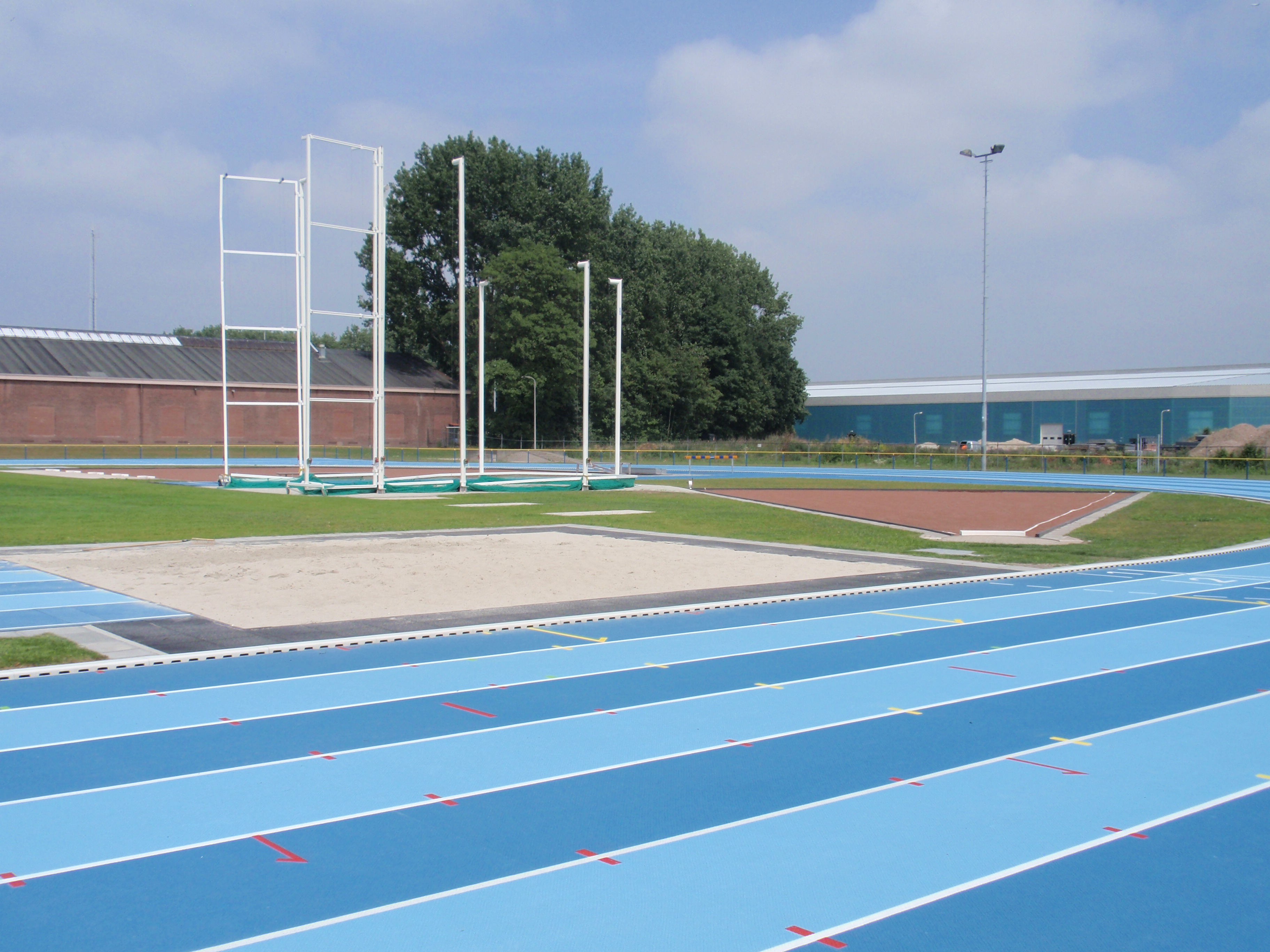
Attila's kogelstootbak
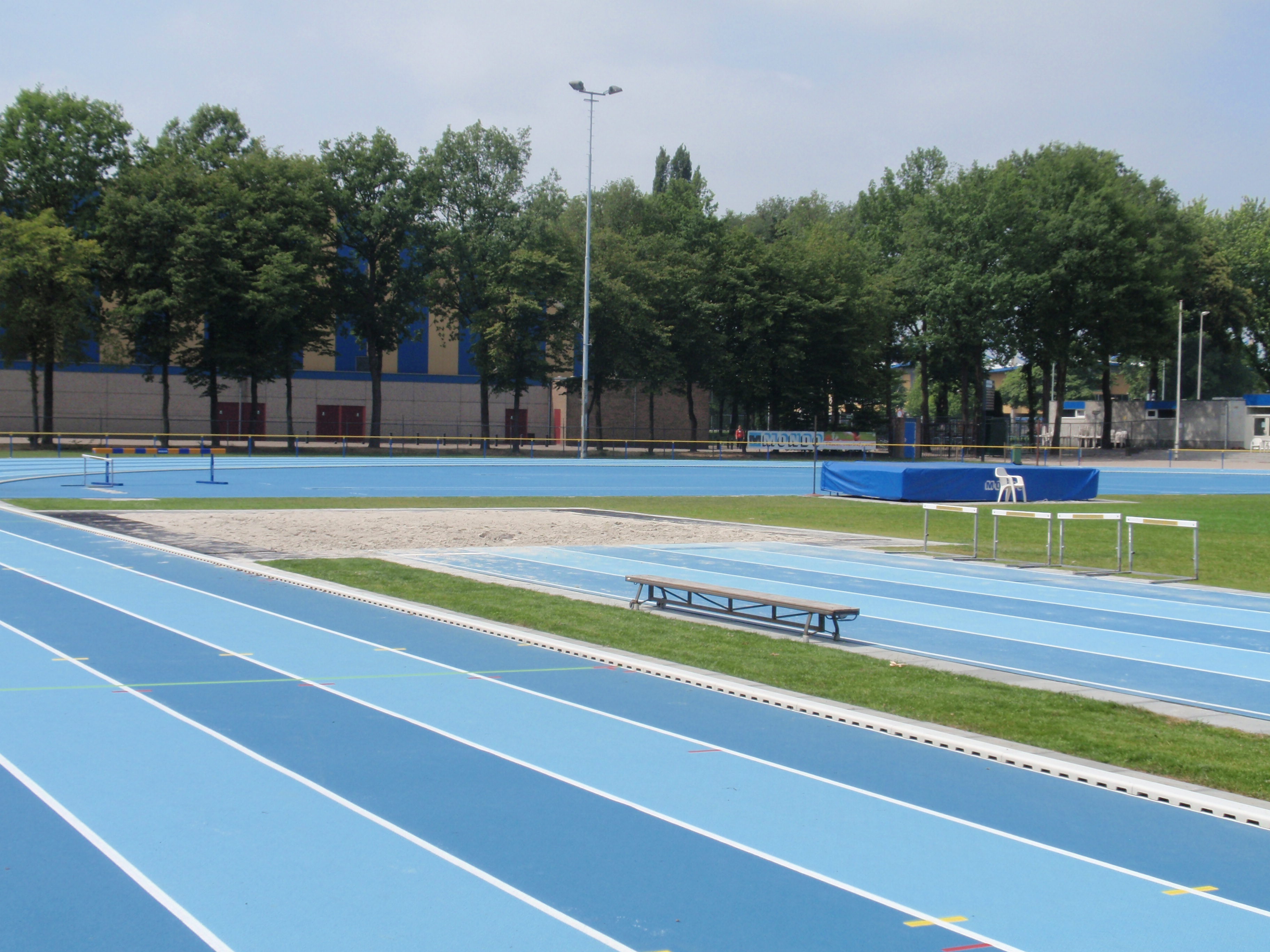
Attila's verspring- en hink-stap-sprongbaan

## Topsport
Talenten en topsporters van Attila worden ondergebracht in een 'topsportplan', dat financiële en facilitaire ondersteuning biedt. Om hiervoor geselecteerd te worden moet een atleet zich kunnen kwalificeren voor een Europees kampioenschap, een wereldkampioenschap, de Olympische Spelen of de potentie hebben in de nabije toekomst de limiet hiervoor te halen. Talent wordt geselecteerd op basis van de statussen die door de Atletiekunie en het NOC*NSF worden toegekend. Senioren en A/B Junioren kunnen ook op basis van hun positie op de nationale ranglijsten van de Atletiekunie, hun inzet en hun potentieel worden verkozen.
Tot de topsportselectie van Attila behoren of behoorden onder andere:
- Jamie van Lieshout (800 / 1500 meter)
- Julia van Velthoven (800 / 1500 meter)
- Glenn van Hamond (verspringen, hink-stap-springen)
- Koen van Erve (60 / 100 / 200 meter)
- Sander Hage (verspringen, hink-stap-springen)
- Karin Vintges (800 / 4x400 meter)
- Cyriel Verberne (polsstokhoogspringen)
- Joeri Jaegers (60 / 100 / 200 meter)
- Domingos Muanza (60 / 100 meter)

## Bekende atleten
- Greg van Hest
- Merel de Knegt
- Marlène van Gansewinkel

## Non-regulier
Buiten de reguliere atletiekvormen, organiseert Attila Nordic walking-groepen en -trainingen. Er is een speciale tak binnen de organisatie (het 'G-team') die verstandelijk gehandicapten begeleidt bij zowel het recreatief als competitief beoefenen van atletiek.